# Thomas Bloch
Pour les articles homonymes, voir Bloch.
Thomas Bloch est un musicien français né en 1962 à Colmar. Il est interprète d'instruments rares (ondes Martenot, harmonica de verre, Cristal Baschet et waterphone), compositeur, pédagogue et producteur de spectacles.

## Biographie

### Formation
Né en 1962 à Colmar, Thomas Bloch étudie aux conservatoires de Colmar et de Strasbourg. Il est titulaire d'un premier prix d'ondes Martenot du Conservatoire national supérieur de musique et de danse de Paris (classe de Jeanne Loriod) ainsi que d'une maîtrise en musicologie de l'université de Strasbourg (où il a étudié auprès de Marc Honegger),.

### Carrière
Thomas Bloch participe à plus de trois mille concerts dans quarante pays. Il joue ainsi dans les salles de Paris et aux festivals Pablo Casals de Prades et de La Chaise-Dieu, mais aussi aux Pays-Bas, Suisse, Japon, Russie, États-Unis, Australie, Hongrie, Colombie, Suède, Finlande, République tchèque, Israël, Islande, Belgique, Autriche, Allemande, Royaume-Uni, Espagne, Estonie, entre autres.

En tant que soliste d'instruments rares, il interprète le répertoire classique, moderne et contemporain composé pour ceux-ci par Olivier Messiaen, Edgard Varèse, Arthur Honegger, André Jolivet, Sylvano Bussotti, Wolfgang Amadeus Mozart, Gaetano Donizetti, Johann Adolf Hasse, Carl Philipp Emanuel Bach, Ludwig van Beethoven, Richard Strauss.

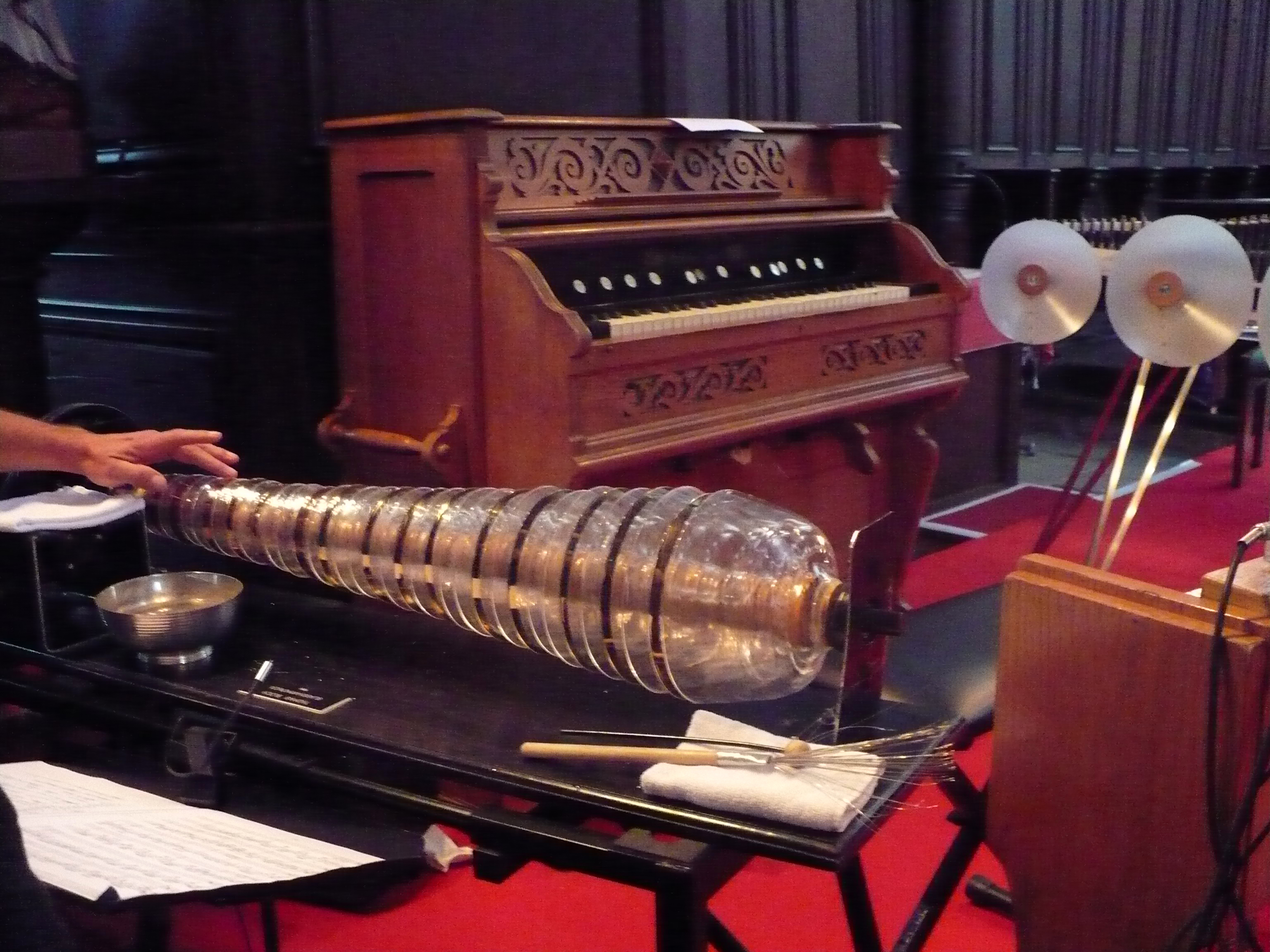
L'harmonica de verre de Thomas Bloch (2009)

À la Scala de Milan, il donne la première audition au XXe siècle de la version originale avec harmonica de verre de l'« Air de la folie » de Lucia di Lammermoor de Gaetano Donizetti. 
Il est également le premier musicien à jouer intégralement les Vexations d'Erik Satie, une pièce pour piano d'une durée de vingt-quatre heures, seul, sans interruption, qu'il a interprétée à trois reprises.
Il crée entre dix et quinze œuvres nouvelles chaque année dans le domaine de la musique contemporaine (Michel Redolfi, Régis Campo, Étienne Rolin, entre autres) ou populaire (Jonny Greenwood, Damon Albarn, Tom Waits, entre autres).

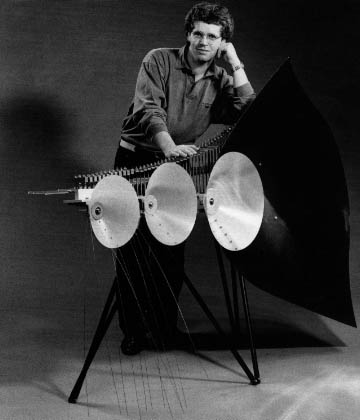
Thomas Bloch et le Cristal Baschet (1992)

Il joue notamment avec les compositeurs Marcel Landowski, Philippe Sarde, les chefs d'orchestre Valery Gergiev, Paul Sacher, Michel Plasson, Myung-Whun Chung, Manfred Honeck, Dennis Russell Davies, Jean Fournet, Antoni Wit, les instrumentistes Philippe Bernold, Pierre-Yves Artaud, Patrick Gallois, Philippe Berrod, Maurice Bourgue, Marcel Ponseele, Jan De Winne, Roger Muraro, François Weigel, Jay Gottlieb, Vladimir Mendelssohn, Jean Sulem, Jacques Dupriez, Philippe Muller, Xavier Phillips, François Salque, Manu Dibango, Fred Frith, Lindsay Cooper, David Coulter, Antoine Hervé, Cyril Atef, la harpiste Pauline Haas,, le quatuor Debussy ou le pianiste Dimitri Vassilakis, les comédiens Isabelle Huppert, Sally Potter, Charles Berling, les chanteurs Tom Waits, Marianne Faithfull, Damon Albarn, Lara Fabian, Vanessa Paradis, Arthur H et le Bachibouzouk Band, Zazie, Thomas Fersen, Sanseverino, Jad Wio, Marie Laforêt, Charlélie Couture, Zoé, Lokua Kanza, Maxime Le Forestier, Yael Naim, David Donatien, Fabrice di Falco.
En 2001, il est invité, en tant que soliste aux ondes Martenot lors du centenaire de l'orchestre philharmonique de Varsovie.
Accompagné parfois de Jean-François Zygel, il participe à de nombreux concerts, à des Cabarets Classiques, à l'accompagnement improvisé de musiques de films muets, à des émissions de radio, de télévision et à des enregistrements de disques.
En particulier, en septembre 2009, Thomas Bloch participe au concert « le clavier dans tous ses états » au festival de Fénétrange « musique et gastronomie » : le 19, il se produit à l'étang de Mittersheim avec Mélanie Brégant à l'accordéon et les imitateurs de chant d'oiseaux Jean Boucault et Johnny Rasse. Le lendemain dans la collégiale Saint-Rémy, Jean-François Zygel présente différents claviers (piano, orgue, célesta, glockenspiel, harmonium) accompagné par Thomas Bloch aux ondes Martenot, harmonica de verre et cristal Baschet, et Joël Grare aux percussions.

Le clavier dans tous ses états - Fénétrange 19 et 20 septembre 2009
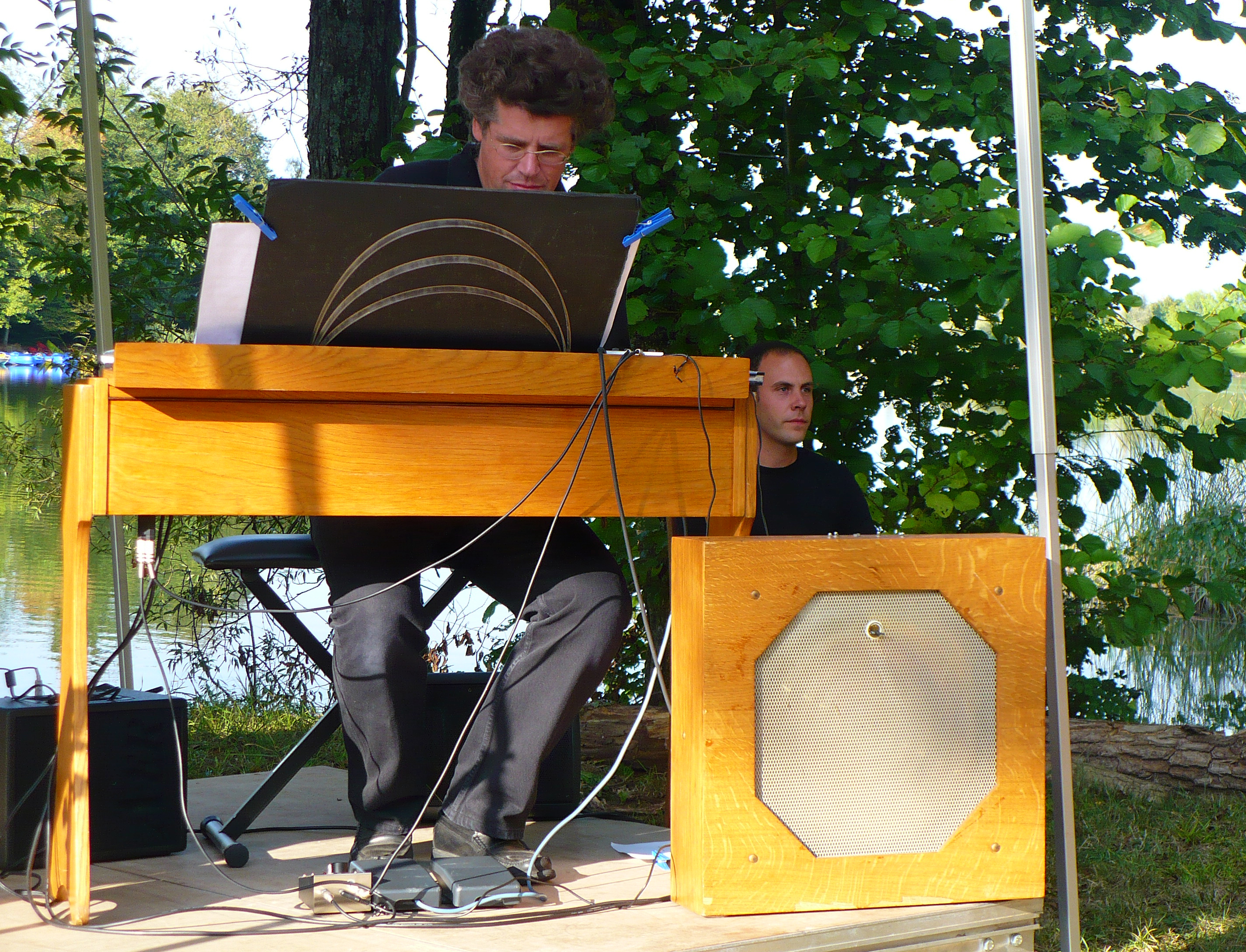
Thomas Bloch au ondes Martenot (19/09)
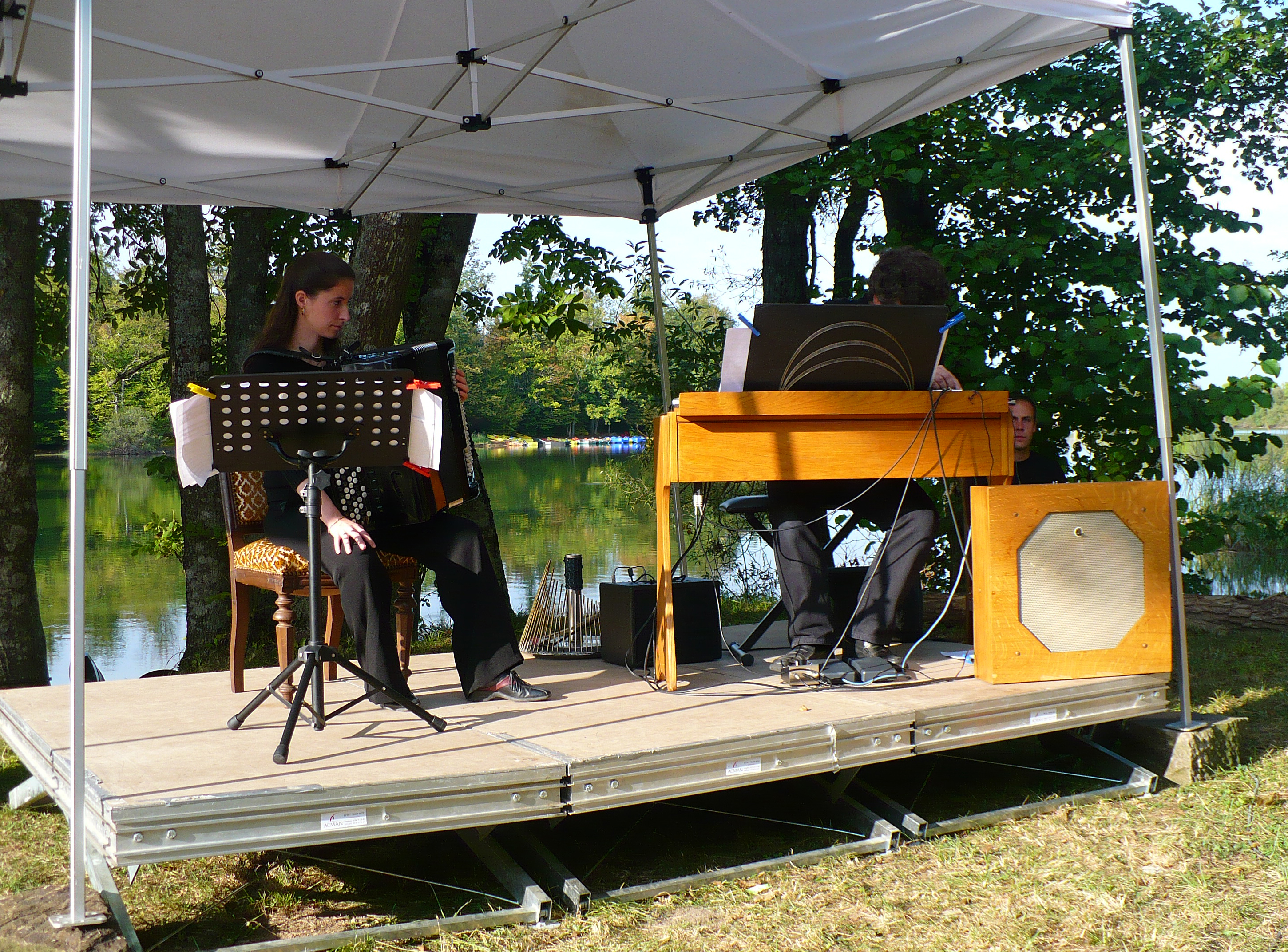
Mélanie Brégant et Thomas Bloch
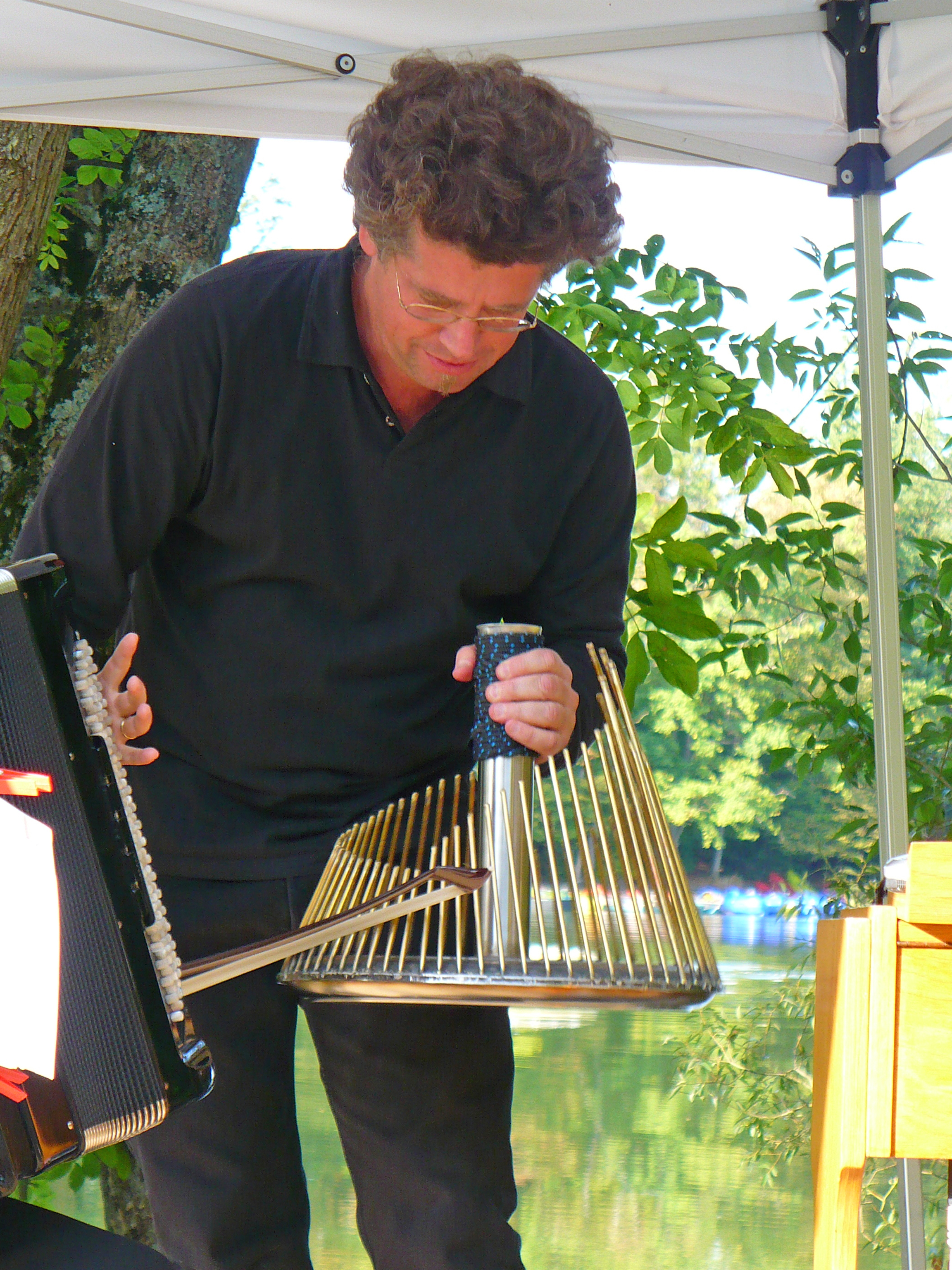
Thomas Bloch au waterphone
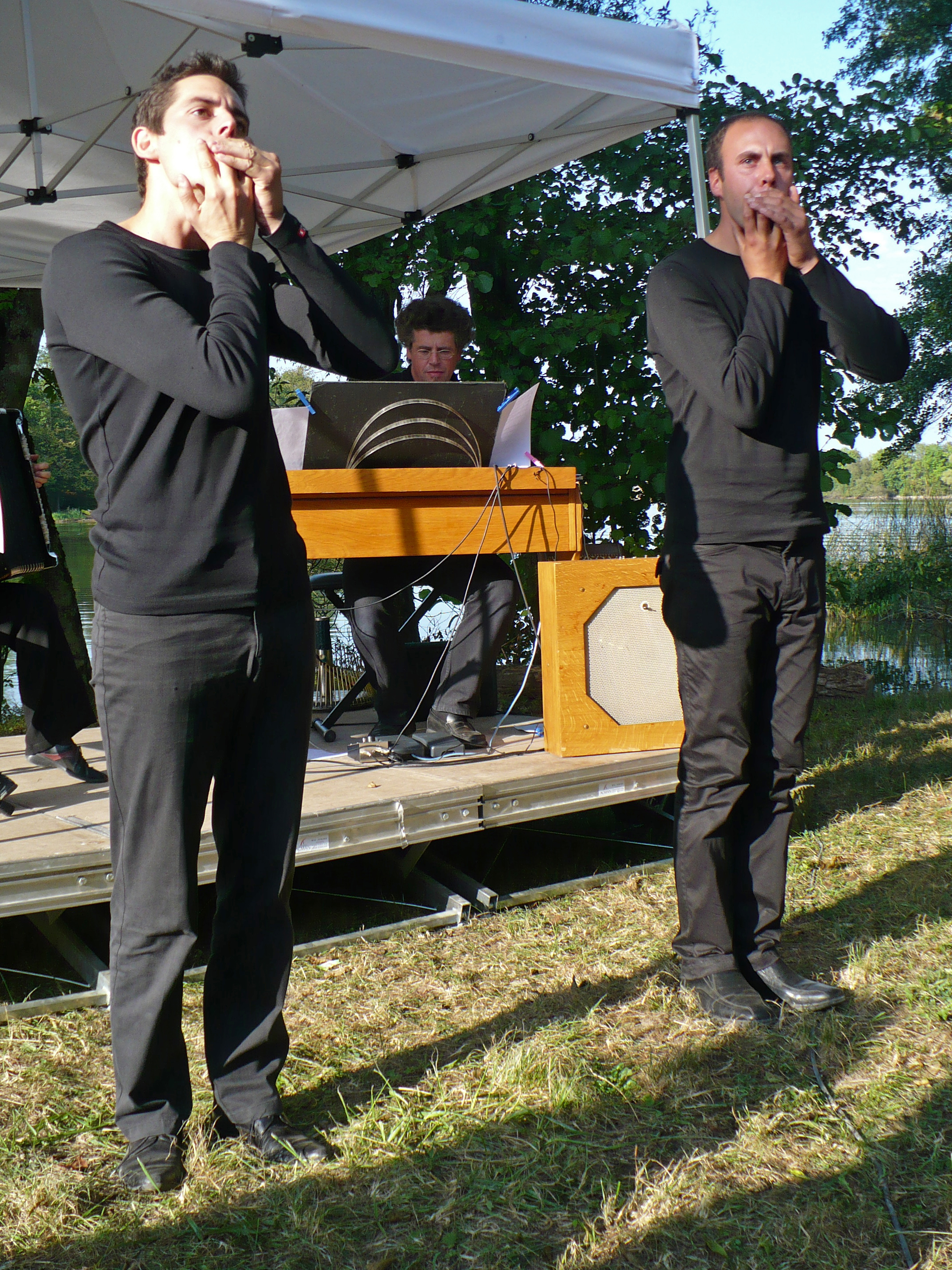
Thomas Bloch, Johnny Rasse et Jean Boucault
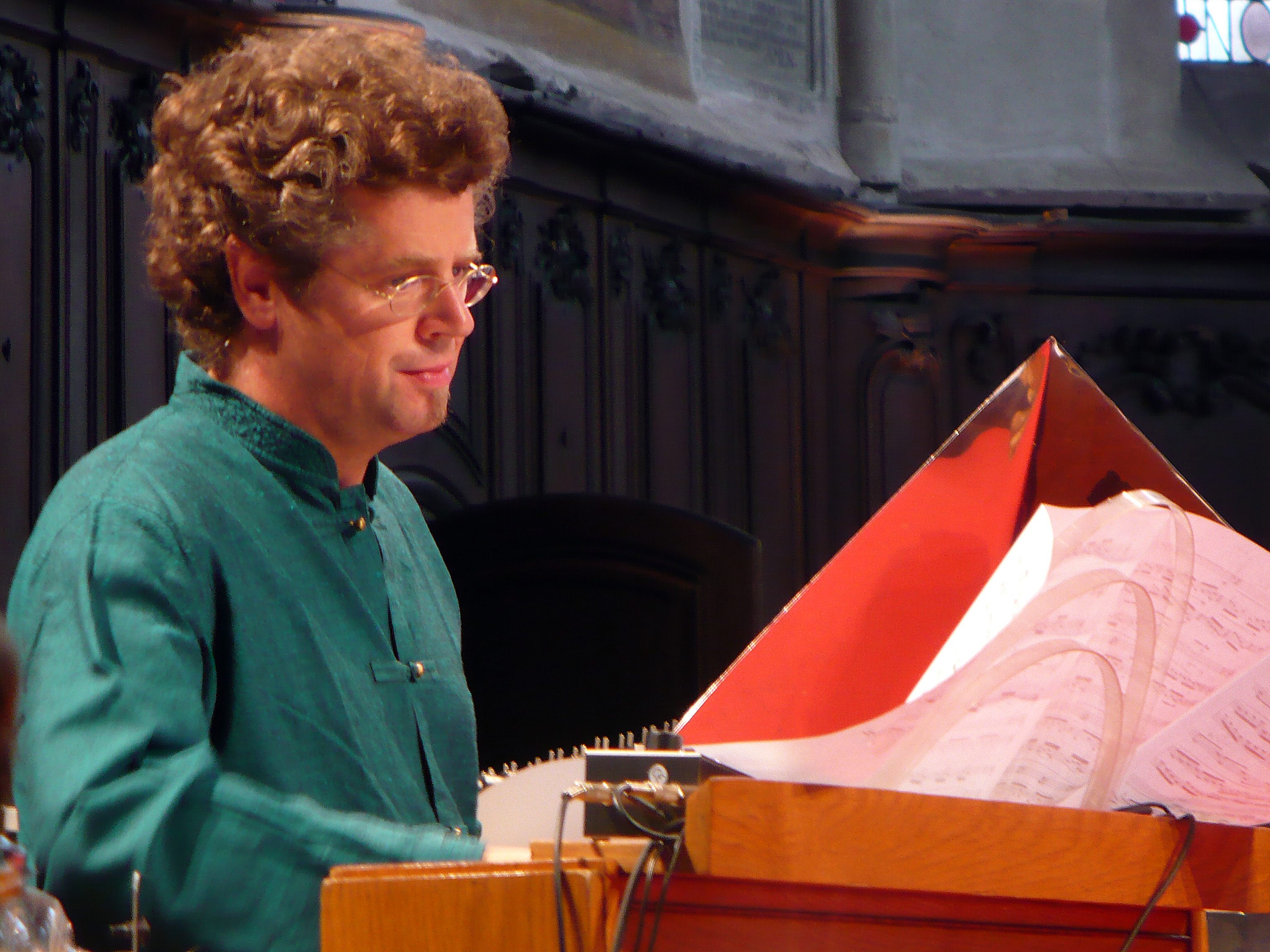
Thomas Bloch aux ondes Martenot (20/09)
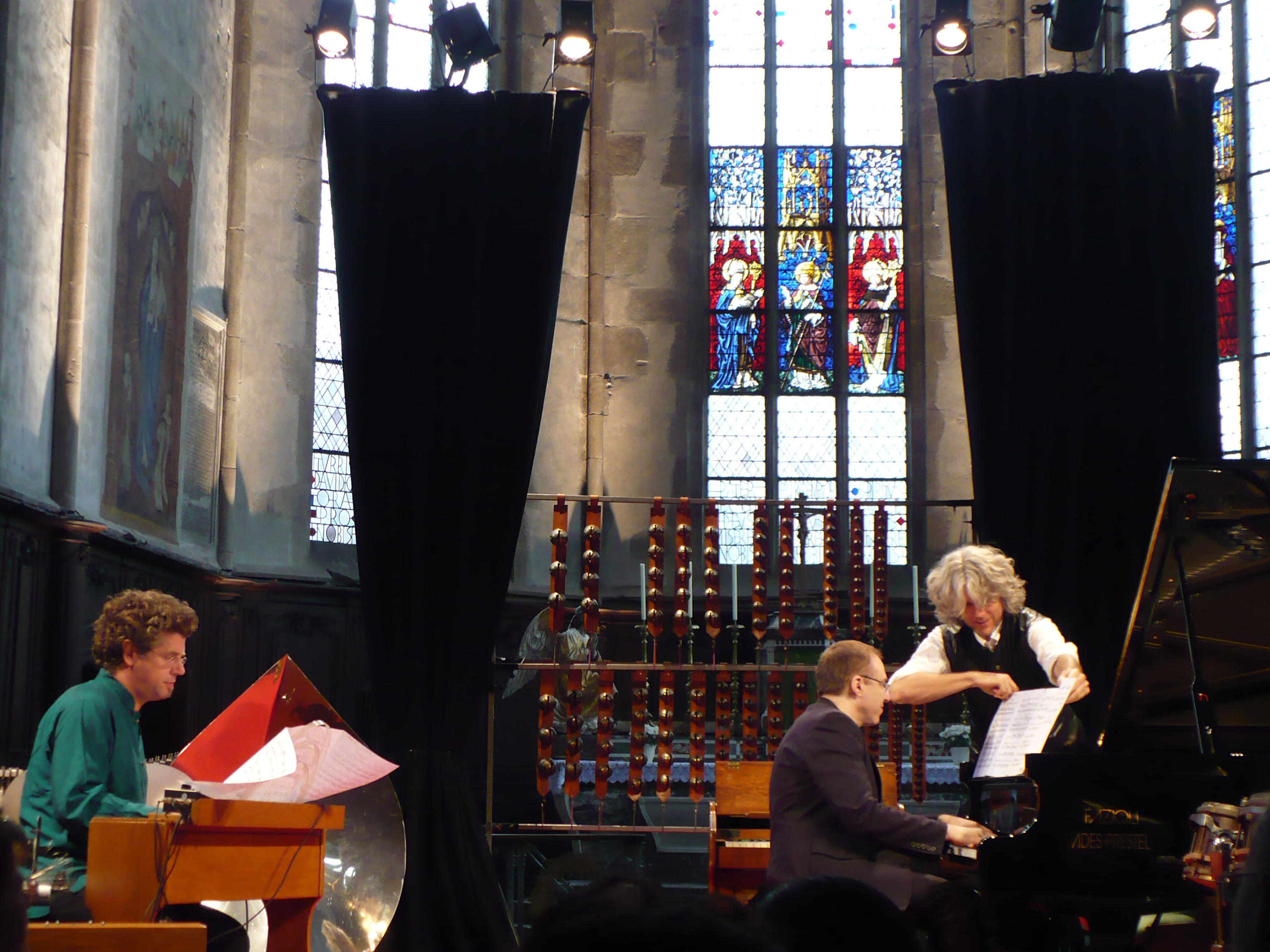
Thomas Bloch, Jean-François Zygel et Joël Grare
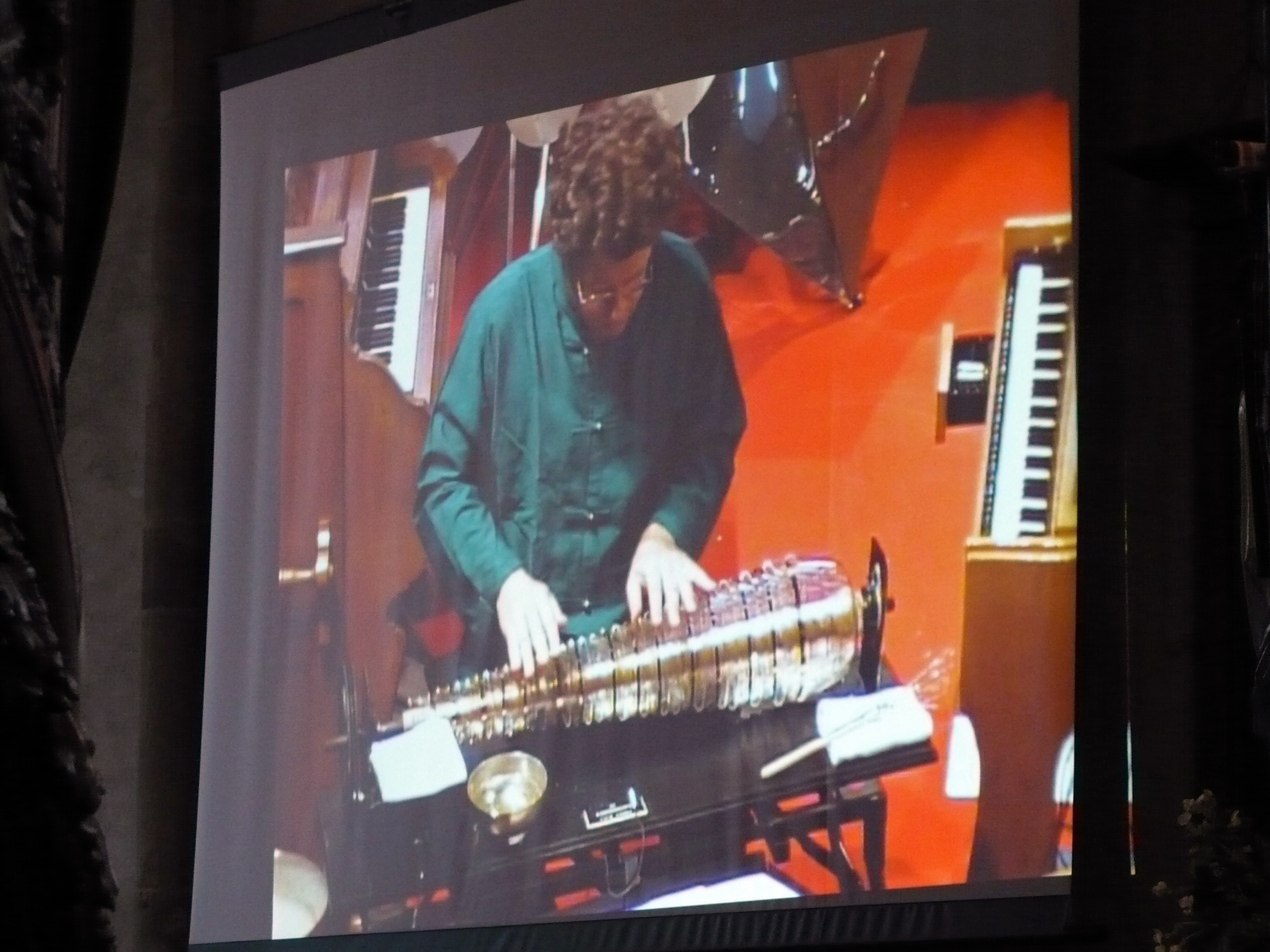
Thomas Bloch à l'harmonica de verre
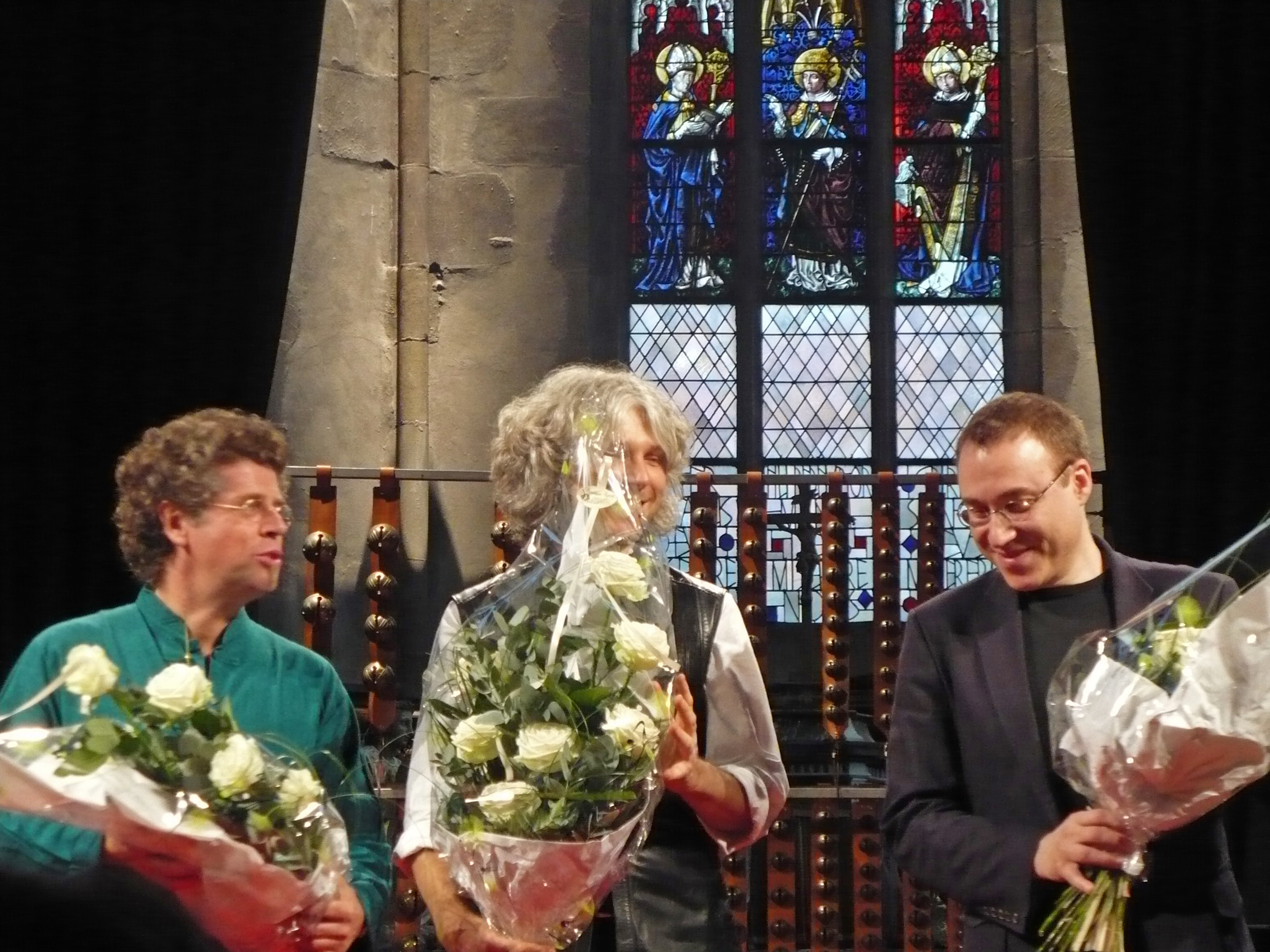
À la fin du concert

Il participe pendant sept ans aux tournées des Jeunesses musicales de France en compagnie du sopraniste Fabrice di Falco et de la harpiste Pauline Haas.

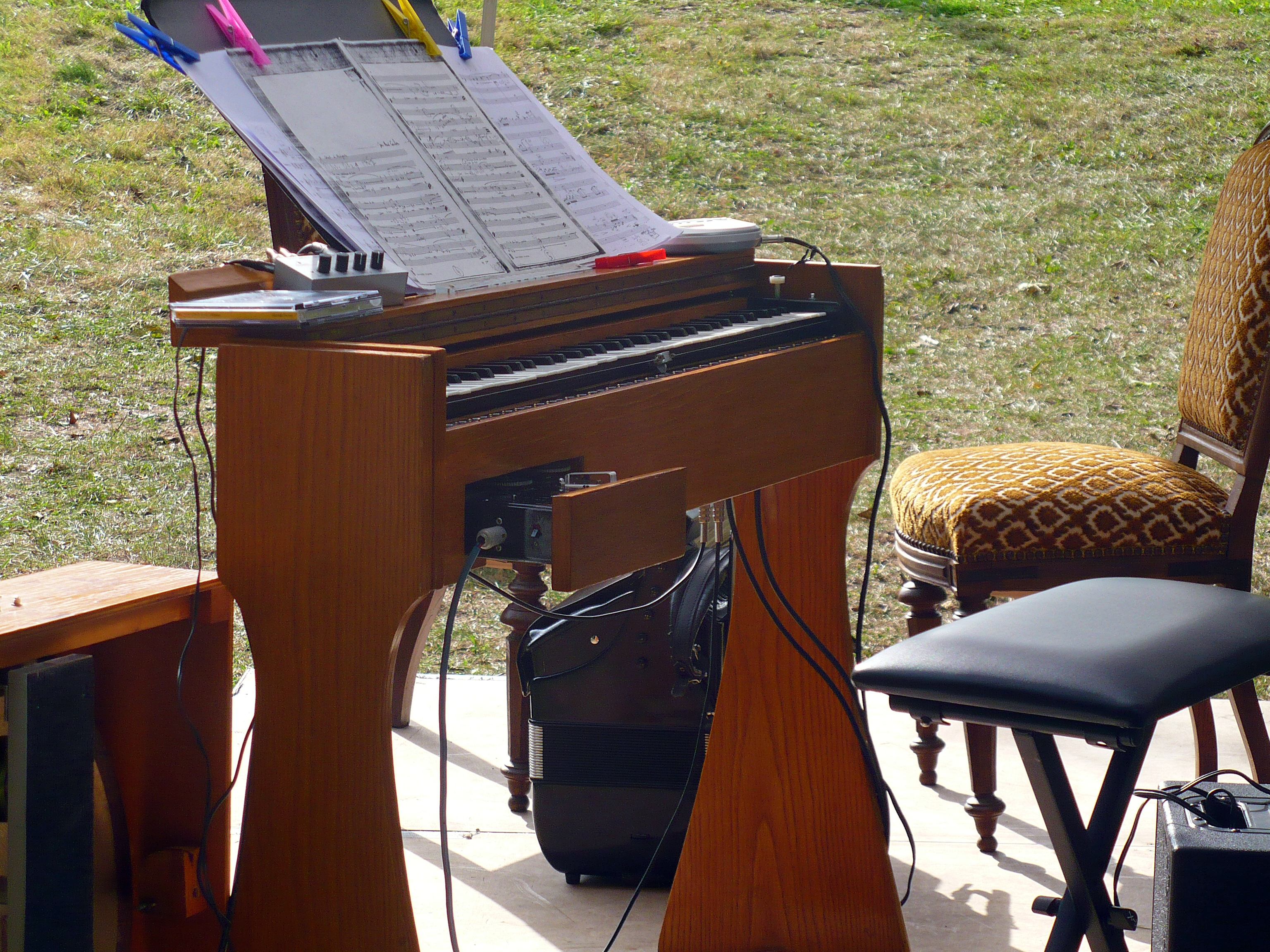
Les ondes Martenot de Thomas Bloch (2009)

Professeur d'ondes Martenot au Conservatoire de Strasbourg depuis 1992 et à l'Académie supérieur depuis 2012, directeur artistique du Festival d'Évian de 2005 à 2011 et du festival Glass Music International à la Cité de la musique à Paris en 2005, il est chargé de la présentation de ses instruments au musée de la Musique de Paris depuis son ouverture en 1997.

### Enregistrements
Thomas Bloch apparaît sur plus de quatre-vingts disques personnels ou en tant qu'artiste invité. Il collabore notamment avec Radiohead, John Cage, Damon Albarn / Gorillaz (Monkey, Journey to the West, à partir de 2007), Tom Waits / Marianne Faithfull / Bob Wilson (The Black Rider / 2004 - 2006), Émilie Simon (La Marche de l'empereur), Miloš Forman (Amadeus - version longue, 2001), ou encore Daft punk (Random Access Memories).
Thomas Bloch a enregistré pour la plupart des maisons de disques (Columbia Records, EMI, Erato, Deutsche Grammophon, Harmonia Mundi, Philips, RCA, Sony Classical, Toshiba, Naïve). Il a enregistré une dizaine de disques personnels sur le label Naxos, essentiellement en tant qu'interprète de ses instruments rares, parfois en tant que compositeur : Music for Glassharmonica (8.555295), Music for Ondes Martenot (8.555779), Turangalîla-Symphonie d'Olivier Messiaen (8.554478-79), Classical Chill (8.520101), Classical Heat (8.520102), Mozart: Life and Works (8.558061-64), Ecuatorial d'Edgard Varèse, Missa Cantate de Thomas Bloch.

### Récompenses
Thomas Bloch est lauréat du Classical Music Award 2002 décerné par la critique européenne au Midem à Cannes, des Victoires de la musique et du Prix de l'Académie Charles-Cros avec Arthur H et le Bachibouzouk Band, quatre fois récompensé en tant que compositeur de musique de film au Festival mondial de l'Image sous-marine d'Antibes, Best of the Year 2001 de Gramophone et Choc du Monde de la musique pour son interprétation de la Turangalîla-Symphonie d'Olivier Messiaen (Naxos).